# Claudio Nucci
Claudio José Moore Nucci, mais conhecido como Claudio Nucci (Jundiaí, 9 de junho de 1956), é um cantor, compositor, violonista e produtor musical brasileiro.

## Carreira
Paulista de Jundiaí, mudou-se, em 1971, para o Rio de Janeiro, onde cursou o segundo grau  com Mu Carvalho, Lobão, Zé Renato e Cláudio Infante,  entre outros, no Colégio Rio de Janeiro, na Gávea.
Em 1978, integrou a formação original do grupo Boca Livre - com Zé Renato, Maurício Maestro e David Tygel -  e  participou do primeiro LP - homônimo - do grupo, com 11 faixas, lançado em 1979 de forma independente, com grande sucesso  midiático e mais de 100 000 cópias vendidas. A partir de então, destacou-se como compositor, com  suas canções "Toada" (em parceria com Zé Renato e Juca Filho) e "Quem tem a viola" (com Zé Renato, Xico Chaves e Juca Filho), faixas daquele primeiro LP do grupo. No mesmo ano, o grupo Roupa Nova relançou, com grande sucesso, sua canção "Sapato velho" (feita em  parceria com Mu Carvalho e Paulinho Tapajós).
Nucci deixou o Boca Livre em 1980, antes do segundo trabalho do grupo, e partiu para a carreira solo na EMI-Odeon/EMI Music, lançando um compacto simples  com as canções "Quero Quero", em parceria com Mauro Assumpção,  e "Acontecência" , com Juca Filho, faixas que obtiveram sucesso imediato nas emissoras de rádio, sendo posteriormente incluídas em trilhas sonoras de telenovelas ("Quero Quero", em  Olhai os Lírios do Campo, e "Acontecência", em Brilhante e  Coração de Estudante).
Lançou seus três primeiros álbuns em formato LP: Claudio Nucci (1981); Volta e Vai (1983); e Melhor de Três (1984). Em 1985 gravou o disco Pelo Sim Pelo Não (CBS/Sony Music), em duo com Zé Renato (com quem voltaria a trabalhar após sua saída do Boca Livre) embalado pelos sucessos das canções "Pelo Sim Pelo Não" (com Zé Renato) e "A Hora e a Vez" (com Tavito), presentes na trilha sonora da telenovela Roque Santeiro da Rede Globo. Também compôs, sob encomenda,  "Helena"  (com Cacaso), para a novela Helena e "Ciranda do Sassá", para a novela O Salvador da Pátria).
Participou de compilações temáticas, como os songbooks de Dorival Caymmi, Ary Barroso, Tom Jobim, Chico Buarque, Djavan, além de participar, como intérprete convidado, de   discos de Edu Lobo, Guinga e Sergio Mendes, entre outros.
Em 1988, foi um dos fundadores da Banda ZIL e lançou um álbum, ao lado de Zé Renato, Ricardo Silveira, Zé Nogueira, Marcos Ariel, João Baptista e Jurim Moreira. 
Em 1995 gravou o CD Ê Boi, pela gravadora independente Atração Fonográfica, com canções temáticas e folclóricas, incluindo  "Correnteza" de Luiz Bonfá e Tom Jobim, "O Menino da Porteira" - sucesso do cantor Sérgio Reis - "Vide, Vida Marvada" de Rolando Boldrin, "Boiadeiro" - antigo sucesso de Luiz Gonzaga -, com o grupo vocal Nós e Voz. Voltou aos discos de carreira com o CD Casa da Lua Cheia (independente, 1999), que incluiu canções nunca anteriormente gravadas por ele, como "Sapato Velho" (gravado pelo Roupa Nova) e "Meu Silêncio" (gravado por Nana Caymmi) e regravações de sucessos do Boca Livre e outros, como "Alegre Menina", de Dori Caymmi, feita originalmente para compor a trilha sonora da novela Gabriela e que teve Djavan como intérprete da primeira versão), além de canções inéditas de sua autoria.
De volta ao Boca Livre entre 1999 e 2004 (substituindo Zé Renato na formação do grupo, à época), participou do premiado CD Mundo, de Rubén Blades, vencedor do Grammy Latino 2002, e também acompanhou a tournée de lançamento do álbum, na América Central e na América do Norte, em 2003.
Em 2004 lançou, pela gravadora independente Lua Music, o álbum Ao Mestre com Carinho, somente com músicas de autoria de Dorival Caymmi, em comemoração aos 90 anos do mestre baiano.
Voltou a lançar álbuns de carreira em  2011, com Noel, Nelson & Nucci, pelo selo "Sentrinho", em homenagem a Noel Rosa e Nelson Cavaquinho, e, em 2015, Claudio Nucci Revisita Caymmi, álbum independente  em homenagem ao Centenário de Dorival Caymmi. Em 2016 iniciou uma série de EPs em homenagem aos letristas que foram seus mais assíduos parceiros. A série, denominada Viva o Letrista, foi lançada por distribuição digital. O primeiro EP da série é dedicado a Luiz Fernando Gonçalves, autor, entre outras obras, de "Velho Companheiro", título original da canção "Meu Silêncio".
Em 2018, retorna aos álbuns autorais, com o lançamento do disco "Integridade". Com dez faixas inéditas compostas por Nucci em parceria com o poeta Felipe Cerquize. Foi o primeiro disco com inéditas desde Casa da Lua Cheia (1999).
Em 2021, para comemorar seus quarenta anos de carreira, Claudio Nucci lançou o álbum Direto no coração – 40 anos de acontecências, cujo repertório inclui regravações de antigos sucessos e canções inéditas. A ideia de gravar o álbum comemorativo veio de um pedido da mulher dele, a cantora Dri Gonçalves. Vários amigos participaram das 13 faixas - dentre eles, Paulinho Moska (“Toada”), Pedro Luís (“Sapato velho”), Zé Renato (“A hora e a vez”), Renato Braz (“Acontecência”) e Chico Chico (“Quero-quero”), filho de Cassia Eller. O disco apresenta também uma das canções compostas por Nucci, em parceria com Aldir Blanc - "Caçada humana".